# Rio Manso
Rio Manso este un oraș în Minas Gerais (MG), Brazilia.